# Liste des châteaux de l'arrondissement de Vannes

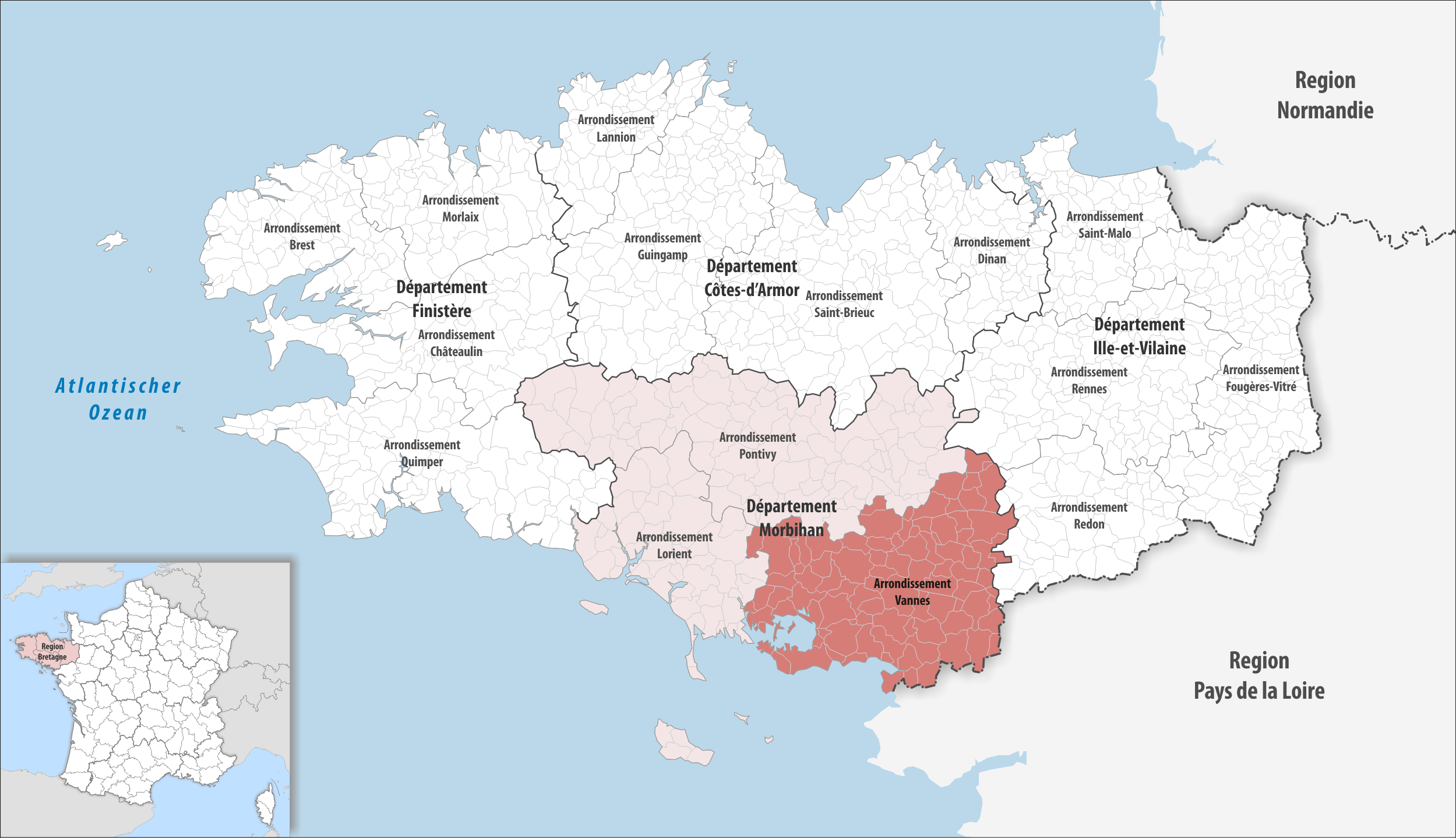
Carte de l'arrondissement de Vannes

Cet article recense de manière non exhaustive les châteaux (de défense ou d'agrément), maisons fortes et mottes castrales situés dans l'arrondissement de Vannes. Il est fait état des inscriptions et classements au titre des monuments historiques.

## Liste
| Icône            | Signification    | Abréviations             | Abréviations                  | Abréviations             | Abréviations           |
| ---------------- | ---------------- | ------------------------ | ----------------------------- | ------------------------ | ---------------------- |
| Château fort     | Château fort     | = Bastide                | = Ferme fortifiée             | = Maison forte           | = (Néo-)Palladianisme  |
| Renaissance      | Renaissance      | = Château gascon         | = Folie (montpelliéraine)     | = Manoir, Gentilhommière | = Résidence épiscopale |
| Domaine viticole | Domaine viticole | = Classicisme, classique | = Forteresse, fort(ification) | = Maison (noble)         | = Style Beaux-Arts     |
| Palais           | Palais           | = Commanderie            | = Gothique (flamboyant)       | = Néo-baroque            | = Style Second Empire  |
| Ruine ou disparu | Ruine, disparu   | = Château pinardier      | = Hôtel particulier           | = Néo-classique          | = Style italianisant   |
|                  |                  | = Demeure seigneuriale   | ... = Style Louis XII...XVI   | = Néo-gothique           | = Style troubadour     |
|                  |                  | = Éclectisme             | = Logis (seigneurial)         | = Néo-Renaissance        | = Villa (de Nice)      |
| Baroque, rococo  | Baroque, rococo  | = Édifice religieux      | = Motte castrale/féodale      | = Pavillon de chasse     | = Styles du XXe siècle |

| Type                                         | Château                                              | Commune                                        | Protection | Notes                                            | Coordonnées                 | Illustration |
| -------------------------------------------- | ---------------------------------------------------- | ---------------------------------------------- | --- | ------------------------------------------------ | --------------------------- | ------------ |
| Manoir, gentilhommière                       | Manoir de l'Abbaye                                   | Guer (L'Abbaye)                                | Notice no IA00009081                                                                                          | XVIe siècle                                      | 47° 54′ 50″ N, 2° 07′ 03″ O |              |
| Manoir, gentilhommière                       | Château d'Arcal                                      | Vannes (Arcal)                                 | |                                                  | 47° 38′ 23″ N, 2° 45′ 06″ O |              |
| Manoir, gentilhommière                       | Manoir de Balangeard                                 | Ruffiac (La Rivière)                           | Inscrit MH (1990) · Notice no PA00091812                                                                      | construit en 1634                                | 47° 47′ 41″ N, 2° 17′ 11″ O |              |
| Château fort · Ruine ou disparu              | Château de Baraton                                   | Augan (Baraton)                                | Notice no IA00009037                                                                                          | Moyen Âge                                        | 47° 55′ 49″ N, 2° 15′ 34″ O |              |
| Manoir, gentilhommière                       | Manoir de Barniquel                                  | Caden (Barniquel)                              | Notice no IA00008666                                                                                          | XVIIe et XVIIIe siècles                          | 47° 39′ 56″ N, 2° 18′ 59″ O |              |
| Manoir, gentilhommière                       | Manoir de la Baronie                                 | Saint-Dolay (La Baronie)                       | |                                                  | 47° 29′ 43″ N, 2° 09′ 44″ O |              |
| Manoir, gentilhommière                       | Manoir de Barrarac'h                                 | Séné (Barrarac'h)                              | Notice no IA00114334                                                                                          | XVIIe siècle                                     | 47° 37′ 24″ S, 2° 46′ 30″ O |              |
| Manoir, gentilhommière                       | Manoir de Bas-Bohal                                  | Pleucadeuc (Le Bas-Bohal)                      | |                                                  | 47° 46′ 46″ N, 2° 25′ 08″ O |              |
| Manoir, gentilhommière                       | Manoir du Bas Pâtis                                  | Sarzeau (Le Pâtis)                             | Notice no IA00127640                                                                                          | XVIe siècle, XVIIIe et XIXe siècles              | 47° 31′ 36″ N, 2° 45′ 49″ O |              |
| Hôtel particulier                            | Château des Basses-Fosses                            | La Roche-Bernard (Rue du Ruicard)              | | XVIe et XVIIIe siècles, Hôtel particulier, musée | 47° 31′ 05″ N, 2° 18′ 11″ O |              |
| Manoir, gentilhommière                       | Manoir de Bavalan                                    | Ambon (Bavalan)                                | |                                                  | 47° 32′ 31″ N, 2° 30′ 16″ O |              |
|                                              | Château de Beauchêne                                 | Trédion (Beauchêne)                            | |                                                  | 47° 46′ 48″ N, 2° 36′ 50″ O |              |
|                                              | Château de Beaumont                                  | Saint-Laurent-sur-Oust (Beaumont)              | |                                                  | 47° 47′ 09″ N, 2° 18′ 39″ O |              |
| Classicisme, classique · Néo-classique       | Château de Beauregard (ancien manoir de Kerspihuiry) | Saint-Avé (Beauregard)                         | Notice no IA00114292                                                                                          | XVIIe et XVIIIe siècles, XIXe siècle             | 47° 41′ 25″ N, 2° 43′ 14″ O |              |
| Néo-classique                                | Château de Beaurepaire                               | Augan (Beaurepaire)                            | Notice no IA00009041                                                                                          | XIXe siècle                                      | 47° 55′ 37″ N, 2° 16′ 48″ O |              |
| Manoir, gentilhommière                       | Manoir de Beg Lann                                   | Sarzeau (6, rue du Beg-Lann)                   | Notice no IA00127584                                                                                          |                                                  | 47° 31′ 34″ N, 2° 45′ 58″ O |              |
| Manoir, gentilhommière                       | Manoir de Bégasson                                   | Pleucadeuc (Bégasson)                          | |                                                  | 47° 45′ 24″ N, 2° 20′ 42″ O |              |
| Manoir, gentilhommière                       | Manoir de Bellée                                     | Saint-Congard (Bellée)                         | |                                                  |                             |              |
| Manoir, gentilhommière                       | Manoir de Bellon                                     | Elven (Bélon)                                  | |                                                  | 47° 45′ 52″ N, 2° 37′ 35″ O |              |
| Manoir, gentilhommière                       | Manoir de Bellon                                     | Péaule (Bellon)                                | |                                                  |                             |              |
| Manoir, gentilhommière                       | Manoir de la Bernardière                             | Saint-Dolay (La Bernardière)                   | |                                                  | 47° 32′ 10″ N, 2° 11′ 59″ O |              |
| Manoir, gentilhommière                       | Manoir de Bernus                                     | Vannes (4-6, rue de Normandie)                 | |                                                  | 47° 38′ 49″ N, 2° 47′ 02″ O |              |
|                                              | Château de la Berraye                                | Caden (La Berraye)                             | Notice no IA00008669                                                                                          |                                                  | 47° 38′ 22″ N, 2° 15′ 17″ O |              |
| Manoir, gentilhommière                       | Manoir de Berval                                     | Saint-Avé (Berval)                             | Notice no IA00114300                                                                                          |                                                  | 47° 42′ 51″ N, 2° 45′ 12″ O |              |
|                                              | Château du Bézit                                     | Saint-Nolff (Le Bézit)                         | |                                                  | 47° 42′ 23″ N, 2° 39′ 00″ O |              |
|                                              | Château du Bignon                                    | Peillac (Manoir-du-Bignon)                     | |                                                  | 47° 42′ 57″ N, 2° 14′ 15″ O |              |
| Manoir, gentilhommière                       | Manoir de Bilaire                                    | Saint-Vincent-sur-Oust (Bilaire)               | |                                                  |                             |              |
| Manoir, gentilhommière                       | Manoir de Bléhéban                                   | Caden (Bléhéban)                               | Notice no IA00008658                                                                                          |                                                  | 47° 37′ 05″ N, 2° 19′ 19″ O |              |
| Manoir, gentilhommière                       | Manoir du Boceret                                    | Nivillac (Boceret)                             | |                                                  |                             |              |
|                                              | Château de Bocquenay                                 | Questembert (Bocquenay)                        | |                                                  | 47° 41′ 30″ N, 2° 26′ 04″ O |              |
| Manoir, gentilhommière                       | Manoir de Bodalic                                    | Locqueltas (Bodalic)                           | Notice no IA00009403                                                                                          |                                                  | 47° 44′ 49″ N, 2° 45′ 13″ O |              |
|                                              | Château de Bodéan                                    | Saint-Jacut-les-Pins (Bodéan)                  | |                                                  | 47° 40′ 12″ N, 2° 13′ 45″ O |              |
| Manoir, gentilhommière                       | Manoir de Bodel                                      | Caro (Bodel)                                   | Inscrit MH (1978) · Notice no PA00091143                                                                      |                                                  | 47° 50′ 36″ N, 2° 18′ 03″ O |              |
|                                              | Château de Bodélio                                   | Malansac (Bodélio)                             | Inscrit MH (1992) · Notice no PA00091817                                                                      |                                                  | 47° 41′ 20″ N, 2° 16′ 57″ O |              |
|                                              | Château de Bodeuc                                    | Nivillac (Bodeuc)                              | |                                                  | 47° 32′ 59″ N, 2° 14′ 23″ O |              |
|                                              | Château de Boëdic                                    | Séné (Île de Boëdic)                           | |                                                  | 47° 36′ 57″ N, 2° 46′ 57″ O |              |
| Manoir, gentilhommière                       | Manoir de Bohurel                                    | Sérent (Bohurel)                               | Notice no IA00010033                                                                                          |                                                  | 47° 50′ 17″ N, 2° 29′ 29″ O |              |
| Manoir, gentilhommière                       | Manoir du Bois-Bas                                   | Baden (Le Bois-Bas)                            | Notice no IA56000070                                                                                          |                                                  | 47° 36′ 55″ N, 2° 51′ 33″ O |              |
| Manoir, gentilhommière                       | Manoir du Bois-Brassu                                | Carentoir (Le Bois-Brassu)                     | |                                                  |                             |              |
| Manoir, gentilhommière                       | Manoir du Bois-Guillaume                             | Caro (Le Bois-Guillaume)                       | Notice no IA00010158                                                                                          |                                                  | 47° 53′ 02″ N, 2° 19′ 25″ O |              |
| Manoir, gentilhommière                       | Manoir du Bois Julien                                | Malansac (Le Bois-Julien)                      | |                                                  | 47° 41′ 56″ N, 2° 19′ 41″ O |              |
| Ruine ou disparu                             | Château du Bois-du-Loup                              | Augan (Le Bois-du-Loup)                        | Notice no IA00009035                                                                                          | détruit 1945 par l'armée américaine              | 47° 55′ 52″ N, 2° 14′ 07″ O |              |
|                                              | Château du Bois de Ros                               | Limerzel (Le Bois de Ros)                      | Notice no IA00008690                                                                                          |                                                  | 47° 36′ 49″ N, 2° 19′ 51″ O |              |
| Manoir, gentilhommière                       | Manoir du Bois-Ruault                                | Caro (Le Bois-Ruault)                          | Notice no IA00010167                                                                                          |                                                  | 47° 50′ 29″ N, 2° 21′ 25″ O |              |
| Manoir, gentilhommière                       | Manoir de Boismoreau                                 | Vannes (Ruelle du Champ-Gauchard)              | |                                                  | 47° 39′ 37″ N, 2° 45′ 04″ O |              |
| Manoir, gentilhommière                       | Manoir de la Boissière                               | Elven (La Boissière)                           | |                                                  | 47° 43′ 46″ N, 2° 35′ 56″ O |              |
|                                              | Château de Boissignan                                | Noyal-Muzillac (Bois Signan)                   | |                                                  | 47° 33′ 45″ N, 2° 26′ 49″ O |              |
| Manoir, gentilhommière                       | Manoir du Boizy                                      | Vannes (Le Boizy)                              | |                                                  | 47° 40′ 13″ N, 2° 47′ 12″ O |              |
|                                              | Manoir de Bonervaud                                  | Theix-Noyalo (Bonnervo Theix)                  | Notice no IA00114411                                                                                          |                                                  | 47° 38′ 11″ N, 2° 40′ 34″ O |              |
|                                              | Château de Boro                                      | Saint-Vincent-sur-Oust (Boro)                  | | Fin XVIIe siècle                                 | 47° 41′ 29″ N, 2° 07′ 52″ O |              |
|                                              | Château du Boschet                                   | La Gacilly (Boschet, La Chapelle-Gaceline)     | |                                                  | 47° 47′ 28″ N, 2° 07′ 39″ O |              |
|                                              | Château de Bot-Couarc'h                              | Vannes (Bot-Couarc'h)                          | |                                                  | 47° 40′ 38″ N, 2° 47′ 15″ O |              |
|                                              | Château de Bot Spernen                               | Séné (Route du Passage-Saint-Armel)            | Notice no IA00114359                                                                                          |                                                  | 47° 35′ 29″ N, 2° 43′ 09″ O |              |
| Manoir, gentilhommière                       | Manoir du Bot                                        | Nivillac (Le Petit-Bot)                        | |                                                  |                             |              |
| Manoir, gentilhommière                       | Manoir de Botloré                                    | Saint-Avé (Botloré)                            | Notice no IA00114294                                                                                          |                                                  | 47° 42′ 15″ N, 2° 45′ 14″ O |              |
|                                              | Château de la Bourdonnaye                            | Carentoir (La Bourdonnaye)                     | Notice no PA56000138                                                                                          |                                                  | 47° 50′ 29″ N, 2° 11′ 39″ O |              |
|                                              | Château de la Bousselais                             | Rieux (La Bousselais)                          | |                                                  | 47° 37′ 20″ N, 2° 07′ 50″ O |              |
| Manoir, gentilhommière                       | Manoir de Brambec d'en Haut                          | Plescop (Brambec-d'en-Haut)                    | Notice no IA00009454                                                                                          |                                                  | 47° 41′ 55″ N, 2° 49′ 51″ O |              |
| Manoir, gentilhommière                       | Manoir de Brambert                                   | Pénestin (Brambert)                            | |                                                  | 47° 29′ 09″ N, 2° 28′ 37″ O |              |
| Manoir, gentilhommière                       | Manoir de Brandicoët                                 | Saint-Jacut-les-Pins (Brandicoët)              | |                                                  |                             |              |
|                                              | Château de Branféré                                  | Le Guerno (Branféré)                           | |                                                  | 47° 35′ 42″ N, 2° 23′ 57″ O |              |
| Manoir, gentilhommière                       | Manoir de Brécéhan                                   | Saint-Gravé (Brécéhan)                         | Notice no IA00008765                                                                                          |                                                  | 47° 42′ 54″ N, 2° 19′ 29″ O |              |
| Manoir, gentilhommière                       | Manoir de Brenudel                                   | Sarzeau (Brenudel)                             | Notice no IA00127600                                                                                          |                                                  | 47° 31′ 51″ N, 2° 45′ 46″ O |              |
|                                              | Château de Brignac                                   | Saint-Guyomard (Brignac)                       | Classé MH (1975) · Inscrit MH (2020) · Notice no PA00091682                                                   | XVe et XVIIIe siècles                            | 47° 47′ 38″ N, 2° 31′ 35″ O |              |
| Manoir, gentilhommière                       | Manoir de Brionel                                    | Le Hézo (Brionel)                              | Notice no IA00114259                                                                                          |                                                  | 47° 34′ 40″ N, 2° 40′ 49″ O |              |
| Manoir, gentilhommière                       | Manoir de Broël                                      | Arzal (Broël)                                  | |                                                  | 47° 30′ 13″ N, 2° 24′ 19″ O |              |
|                                              | Château du Brossais                                  | Saint-Gravé (Le Brossais)                      | Notice no IA00008769                                                                                          |                                                  | 47° 43′ 02″ N, 2° 16′ 32″ O |              |
| Manoir, gentilhommière                       | Manoir de Caden                                      | Le Tour-du-Parc (Caden)                        | Notice no IA00127672                                                                                          |                                                  | 47° 32′ 27″ N, 2° 40′ 38″ O |              |
|                                              | Château de Cadouzan                                  | Saint-Dolay (Cadouzan)                         | |                                                  | 47° 33′ 29″ N, 2° 11′ 33″ O |              |
|                                              | Château de Calléon                                   | Saint-Jacut-les-Pins (Calléon)                 | |                                                  | 47° 41′ 08″ N, 2° 11′ 09″ O |              |
| Manoir, gentilhommière                       | Manoir de Camarec                                    | Elven (Camarec)                                | |                                                  | 47° 44′ 44″ N, 2° 38′ 18″ O |              |
|                                              | Château de Camzon                                    | Locqueltas (Camzon)                            | Notice no IA00009399                                                                                          |                                                  | 47° 46′ 35″ N, 2° 46′ 25″ O |              |
| Manoir, gentilhommière                       | Manoir de Camzon (Camezon)                           | Locqueltas                                     | |                                                  | 47° 46′ 33″ N, 2° 46′ 25″ O |              |
|                                              | Château de Camzon                                    | Rieux (Camzon)                                 | |                                                  | 47° 36′ 26″ N, 2° 08′ 17″ O |              |
| Manoir, gentilhommière                       | Manoir de Cancouët                                   | Saint-Gravé (Cancouët)                         | Notice no IA00008771                                                                                          |                                                  | 47° 43′ 11″ N, 2° 18′ 30″ O |              |
| Manoir, gentilhommière                       | Manoir de Cano                                       | Séné (Cano)                                    | Notice no IA00114339                                                                                          |                                                  | 47° 38′ 13″ N, 2° 43′ 02″ O |              |
| Manoir, gentilhommière                       | Manoir de Cantizac                                   | Séné (Cantizac)                                | Notice no IA00114340                                                                                          |                                                  | 47° 37′ 46″ N, 2° 44′ 15″ O |              |
| Manoir, gentilhommière                       | Manoir de Cardélan                                   | Baden (Kerdelan)                               | Notice no IA56000068                                                                                          |                                                  | 47° 36′ 08″ N, 2° 52′ 36″ O |              |
| Manoir, gentilhommière                       | Manoir de Carné                                      | Noyal-Muzillac (Le Grand-Carné)                | |                                                  | 47° 36′ 47″ N, 2° 26′ 03″ O |              |
| Manoir, gentilhommière                       | Manoir de Caroro                                     | Pluherlin (Caroro)                             | Notice no IA00008727                                                                                          |                                                  | 47° 41′ 36″ N, 2° 23′ 32″ O |              |
|                                              | Château de Castellan                                 | Saint-Martin-sur-Oust (Castellan)              | Inscrit MH (1980) · Notice no PA00091695                                                                      |                                                  | 47° 45′ 16″ N, 2° 16′ 57″ O |              |
| Manoir, gentilhommière                       | Manoir des Castillez                                 | Lizio (Les Castillez)                          | Notice no IA00010112                                                                                          |                                                  | 47° 50′ 54″ N, 2° 33′ 37″ O |              |
| Manoir, gentilhommière                       | Manoir du Champ-Mahé                                 | Saint-Gorgon (Le Champ-Mahé)                   | |                                                  | 47° 38′ 03″ N, 2° 14′ 54″ O |              |
| Manoir, gentilhommière                       | Manoir de la Châtaigneraie                           | Saint-Nicolas-du-Tertre (La Chataigneraie)     | Notice no IA00010078                                                                                          |                                                  | 47° 47′ 53″ N, 2° 12′ 18″ O |              |
| Manoir, gentilhommière                       | Manoir du Chêne                                      | Pénestin (Allée du Manoir, Le Haut-Pénestin)   | |                                                  |                             |              |
| Manoir, gentilhommière                       | Manoir de la Chesnaie                                | Elven (La Chesnaie)                            | |                                                  |                             |              |
| Manoir, gentilhommière                       | Manoir de la Chesnaye                                | Arradon (La Chesnaye)                          | Notice no IA56000001                                                                                          |                                                  | 47° 38′ 34″ N, 2° 47′ 37″ O |              |
| Manoir, gentilhommière                       | Manoir de la Chouannière                             | Carentoir (La Chouannière, Quelneuc)           | Notice no IA00009759                                                                                          |                                                  | 47° 49′ 16″ N, 2° 03′ 00″ O |              |
| Manoir, gentilhommière                       | Manoir de Clerguerel                                 | Pluherlin (Clerguerel)                         | Notice no IA00008744                                                                                          |                                                  | 47° 41′ 40″ N, 2° 24′ 03″ O |              |
|                                              | Château du Clérigo                                   | Theix-Noyalo (Le Clérigo Theix)                | |                                                  | 47° 38′ 26″ N, 2° 38′ 42″ O |              |
| Manoir, gentilhommière                       | Manoir du Clos                                       | Lizio (Le Clos)                                | Notice no IA00010116                                                                                          |                                                  | 47° 50′ 58″ N, 2° 33′ 57″ O |              |
|                                              | Château du Closne                                    | Saint-Jacut-les-Pins (Le Closne)               | |                                                  | 47° 40′ 16″ N, 2° 12′ 22″ O |              |
| Manoir, gentilhommière                       | Manoir de Coedigo-Malenfant                          | Saint-Avé (Rue de Coëtdigo)                    | Inscrit MH (1990) · Notice no PA00091813                                                                      |                                                  | 47° 40′ 56″ N, 2° 45′ 46″ O |              |
| Ruine ou disparu                             | Château de Coët-Candec                               | Locmaria-Grand-Champ (Coët-Candec)             | Inscrit MH (1939) · Patrimoine en péril (2020) · Notice no PA00091378                                         |                                                  | 47° 47′ 12″ N, 2° 46′ 59″ O |              |
|                                              | Château de Coët-Castel                               | Férel (Coët-Castel)                            | |                                                  | 47° 27′ 45″ N, 2° 21′ 15″ O |              |
| Manoir, gentilhommière                       | Manoir de Coët-Couron                                | Férel (Coët-Couron)                            | |                                                  | 47° 29′ 17″ N, 2° 16′ 27″ O |              |
| Manoir, gentilhommière                       | Manoir de Coët Daly                                  | Pluherlin (Coët-Daly)                          | Notice no IA00008746                                                                                          |                                                  | 47° 41′ 51″ N, 2° 22′ 49″ O |              |
| Manoir, gentilhommière                       | Manoir de Coët er Graff                              | Elven (Coët-er-Graff)                          | |                                                  | 47° 44′ 44″ N, 2° 35′ 30″ O |              |
|                                              | Château de Coët-Ihuel                                | Sarzeau (Coët-Ihuel)                           | |                                                  | 47° 31′ 40″ N, 2° 48′ 03″ O |              |
| Ruine ou disparu                             | Château de Coët Leu                                  | Saint-Congard (Coët Leu)                       | |                                                  |                             |              |
|                                              | Château de Coëtbo                                    | Guer (Coëtbo)                                  | Classé MH (1993) · Notice no PA00091245                                                                       |                                                  | 47° 52′ 34″ N, 2° 07′ 36″ O |              |
| Manoir, gentilhommière                       | Manoir de Coëtguel                                   | Péaule (La Cour-de-Couéguel)                   | |                                                  | 47° 36′ 24″ N, 2° 22′ 19″ O |              |
| Manoir, gentilhommière                       | Manoir de Coëtion                                    | Ruffiac (Coëtion)                              | Notice no IA00010066                                                                                          |                                                  | 47° 50′ 18″ N, 2° 16′ 47″ O |              |
| Manoir, gentilhommière                       | Manoir de Coffournic                                 | Sarzeau (Cohfournic)                           | Notice no IA00127607                                                                                          |                                                  | 47° 31′ 26″ N, 2° 45′ 26″ O |              |
| Manoir, gentilhommière                       | Manoir de Coh Castel                                 | Monterblanc (Coh-Castel)                       | |                                                  | 47° 44′ 41″ N, 2° 42′ 13″ O |              |
| Manoir, gentilhommière                       | Manoir de Cohanno (manoir de Kohanno Kozh)           | Surzur (Cohanno)                               | Inscrit MH (1968) · Notice no PA00091750 · Notice no IA00114379                                               |                                                  | 47° 33′ 46″ N, 2° 39′ 31″ O |              |
| Manoir, gentilhommière                       | Manoir de Cohignac                                   | Berric (Cohignac)                              | |                                                  | 47° 38′ 21″ N, 2° 29′ 44″ O |              |
| Manoir, gentilhommière                       | Manoir du Cohporh                                    | Grand-Champ (Le Cohporh)                       | Notice no IA00009359                                                                                          |                                                  | 47° 46′ 27″ N, 2° 51′ 39″ O |              |
|                                              | Château de la Combe-d'en-Haut                        | Pleucadeuc (La Combe-d'en-Haut)                | Notice no IA56005558                                                                                          |                                                  | 47° 47′ 55″ N, 2° 22′ 42″ O |              |
|                                              | Château de Corn-er-Houët                             | Colpo (Corn-er-Houët)                          | Notice no IA00009487                                                                                          |                                                  | 47° 48′ 46″ N, 2° 48′ 48″ O |              |
| Manoir, gentilhommière                       | Manoir du Cosquer                                    | Grand-Champ (Le Cosquer)                       | Notice no IA00009360                                                                                          |                                                  | 47° 46′ 38″ N, 2° 49′ 57″ O |              |
| Manoir, gentilhommière                       | Manoir du Couëdic                                    | Nivillac (Le Couëdic)                          | |                                                  |                             |              |
|                                              | Château de Couédor                                   | Guer (Couédor)                                 | Notice no IA00009098                                                                                          |                                                  | 47° 54′ 38″ N, 2° 10′ 09″ O |              |
| Manoir, gentilhommière                       | Manoir de Coueslé                                    | Allaire (Coueslé)                              | |                                                  |                             |              |
| Manoir, gentilhommière                       | Manoir de la Cour de Bois-Bréhan                     | Pluherlin (La Cour-de-Bois-Bréhan)             | Notice no IA00008750                                                                                          |                                                  | 47° 43′ 19″ N, 2° 24′ 09″ O |              |
| Manoir, gentilhommière                       | Manoir de la Cour de Boeuvrel                        | Saint-Guyomard (La Cour de Boeuvrel)           | Notice no IA00010045                                                                                          |                                                  | 47° 47′ 20″ N, 2° 30′ 01″ O |              |
| Manoir, gentilhommière                       | Manoir de la Cour de Launay                          | Les Fougerêts (La Cour Launay)                 | Inscrit MH (2017) · Notice no IA00009728                                                                      |                                                  | 47° 43′ 53″ N, 2° 12′ 00″ O |              |
|                                              | Château de la Cour                                   | Le Hézo (La Cour)                              | |                                                  |                             |              |
| Manoir, gentilhommière                       | Manoir de la Cour                                    | Théhillac (La Cour)                            | Inscrit MH (1979, 2022) · Notice no PA00091753                                                                |                                                  | 47° 34′ 02″ N, 2° 06′ 11″ O |              |
| Manoir, gentilhommière                       | Manoir de Cran                                       | Treffléan (Cran)                               | |                                                  |                             |              |
| Manoir, gentilhommière                       | Manoir du Cran                                       | Saint-Dolay (Cran)                             | |                                                  |                             |              |
| Ruine ou disparu                             | Château de Cranhac                                   | Peillac (Cranhac)                              | Site classé (1908)                                                                                            |                                                  | 47° 43′ 26″ N, 2° 13′ 00″ O |              |
| Manoir, gentilhommière                       | Manoir de Deil                                       | Allaire (Deil)                                 | Inscrit MH (1976, 2003, 2004) · Notice no PA00090974                                                          |                                                  | 47° 39′ 35″ N, 2° 11′ 50″ O |              |
| Manoir, gentilhommière                       | Manoir de la Demanchère                              | Guer (La Démanchère)                           | Notice no IA00009089                                                                                          |                                                  | 47° 56′ 26″ N, 2° 07′ 20″ O |              |
|                                              | Château d'Ereck                                      | Questembert (Ereck)                            | Inscrit MH (1946) · Notice no PA00091596                                                                      |                                                  | 47° 41′ 51″ N, 2° 27′ 03″ O |              |
|                                              | Château de l'Étier                                   | Béganne (L'Etier)                              | Inscrit MH (1976) · Notice no PA00091023                                                                      |                                                  | 47° 35′ 23″ N, 2° 17′ 27″ O |              |
|                                              | Château des évêques de Saint-Malo                    | Saint-Malo-de-Beignon (disparu)                | |                                                  | 47° 57′ 41″ N, 2° 09′ 16″ O |              |
| Ruine ou disparu                             | Château de Ferrières                                 | Sulniac (Les Ferrières)                        | Inscrit MH (1929) · Notice no PA00091745                                                                      |                                                  | 47° 40′ 23″ N, 2° 31′ 25″ O |              |
|                                              | Château de Fescal                                    | Péaule (Fescal)                                | |                                                  | 47° 33′ 47″ N, 2° 19′ 46″ O |              |
|                                              | Château de la Fléchaie                               | Guer (La Fléchaie)                             | Notice no IA00009096                                                                                          |                                                  | 47° 55′ 14″ N, 2° 09′ 03″ O |              |
|                                              | Château de la Forêt Neuve                            | La Gacilly (La Forêt-Neuve, Glénac)            | Notice no IA00009752                                                                                          |                                                  | 47° 44′ 32″ N, 2° 09′ 37″ O |              |
| Manoir, gentilhommière                       | Manoir du Foutay                                     | Pleucadeuc (Le Foutaye)                        | |                                                  | 47° 45′ 48″ N, 2° 25′ 58″ O |              |
| Manoir, gentilhommière                       | Manoir de Foveno                                     | Saint-Congard (Foveno)                         | Notice no IA00008756                                                                                          |                                                  | 47° 48′ 25″ N, 2° 21′ 08″ O |              |
| Manoir, gentilhommière                       | Manoir de la Fresnaye                                | Réminiac (La Fresnaye)                         | Notice no IA00010185                                                                                          |                                                  | 47° 51′ 22″ N, 2° 16′ 04″ O |              |
|                                              | Château-Gaillard                                     | Vannes (2 rue Noé)                             | |                                                  | 47° 39′ 25″ N, 2° 45′ 29″ O |              |
| Manoir, gentilhommière                       | Manoir de la Gaudinaye                               | La Gacilly (La Gaudinais, Glénac)              | |                                                  | 47° 44′ 38″ N, 2° 08′ 43″ O |              |
| Manoir, gentilhommière                       | Manoir de la Georgelais                              | Saint-Marcel (La Georgelais)                   | Notice no IA00010130                                                                                          |                                                  | 47° 47′ 14″ N, 2° 24′ 54″ E |              |
| Manoir, gentilhommière                       | Manoir du Gorais                                     | Pleucadeuc (Le Gorais)                         | |                                                  |                             |              |
| Manoir, gentilhommière                       | Manoir de Gouézac                                    | Grand-Champ (Gouézac)                          | Notice no IA00009361                                                                                          |                                                  | 47° 44′ 08″ N, 2° 50′ 20″ O |              |
|                                              | Château de Gournava                                  | Pluherlin (Gournava)                           | |                                                  | 47° 44′ 29″ N, 2° 23′ 50″ O |              |
|                                              | Château de la Graë                                   | Peillac (La Graë)                              | |                                                  | 47° 42′ 23″ N, 2° 11′ 09″ O |              |
|                                              | Château de la Graë                                   | Saint-Perreux (La Graë)                        | |                                                  |                             |              |
| Manoir, gentilhommière                       | Manoir du Grand-Cadillac                             | Noyal-Muzillac (Le Grand-Cadillac)             | |                                                  | 47° 37′ 04″ N, 2° 30′ 19″ O |              |
| Manoir, gentilhommière                       | Manoir du Grand Conleau                              | Vannes (Avenue du Maréchal-Juin)               | |                                                  | 47° 38′ 06″ N, 2° 46′ 31″ O |              |
| Manoir, gentilhommière                       | Manoir du Grand Kerbiguet                            | Guer (Le Grand-Kerbiguet)                      | Notice no IA00009088                                                                                          |                                                  | 47° 55′ 01″ N, 2° 06′ 45″ O |              |
| Manoir, gentilhommière                       | Manoir du grand Moustoir                             | Plescop (Le Grand-Moustoir)                    | Notice no IA00009465                                                                                          |                                                  | 47° 40′ 56″ N, 2° 48′ 37″ O |              |
|                                              | Château de la Grand'Ville                            | Brandivy (La Grand'Ville)                      | Inscrit MH (2022) · Notice no PA56000095                                                                      |                                                  | 47° 45′ 44″ N, 2° 57′ 09″ O |              |
| Manoir, gentilhommière                       | Manoir du Granil                                     | Theix-Noyalo (Le Granil Theix)                 | Notice no IA00114424                                                                                          |                                                  | 47° 37′ 05″ N, 2° 39′ 32″ O |              |
|                                              | Château de la Grationnaye                            | Malansac (La Grationnaye)                      | Inscrit MH (1984) · Notice no PA00091416                                                                      |                                                  | 47° 41′ 21″ N, 2° 18′ 35″ O |              |
| Manoir, gentilhommière                       | Manoir de la Grée-Bourgerel                          | Noyal-Muzillac (La Grée-Bourgerel)             | |                                                  | 47° 36′ 58″ N, 2° 29′ 29″ O |              |
| Néo-Renaissance                              | Château de la Grée de Callac                         | Augan Monteneuf (Grée de Callac)               | Inscrit MH (1990) · Notice no PA00091810 · Notice no PA00091811                                               | XIXe et XXe siècles                              | 47° 53′ 14″ N, 2° 14′ 12″ O |              |
| Manoir, gentilhommière                       | Manoir des Greffins                                  | Ruffiac (Les Greffins)                         | Notice no IA00010070                                                                                          |                                                  | 47° 47′ 46″ N, 2° 15′ 45″ O |              |
|                                              | Château du Grégo                                     | Surzur (Le Grégo)                              | Notice no IA00114383                                                                                          |                                                  | 47° 36′ 07″ N, 2° 37′ 27″ O |              |
|                                              | Château de la Grouais                                | Pleucadeuc (La Grouais)                        | Notice no IA56005519                                                                                          |                                                  | 47° 46′ 58″ N, 2° 25′ 24″ O |              |
|                                              | Manoir du Guen                                       | Missiriac (Le Guen)                            | Notice no IA00010181                                                                                          |                                                  | 47° 49′ 37″ N, 2° 19′ 56″ O |              |
| Manoir, gentilhommière                       | Manoir du Guern                                      | Meucon (Le Guern)                              | Iventorié 1986 Notice no IA00009521                                                                           |                                                  | 47° 42′ 51″ N, 2° 46′ 58″ O |              |
| Manoir, gentilhommière                       | Manoir de la Guichardaie                             | Tréal (La Guichardaie)                         | Notice no IA00009801                                                                                          |                                                  | 47° 51′ 11″ N, 2° 13′ 19″ O |              |
|                                              | Château de la Guichardais                            | Carentoir (La Guichardais)                     | Notice no IA00009700                                                                                          |                                                  | 47° 49′ 22″ N, 2° 07′ 52″ O |              |
| Ruine ou disparu                             | Château de la Guidemais                              | Saint-Jacut-les-Pins (La Guidemais)            | |                                                  |                             |              |
| Manoir, gentilhommière                       | Manoir de la Guyondaie                               | Caro (La Guyondaie)                            | Notice no IA00010172                                                                                          |                                                  | 47° 50′ 36″ N, 2° 21′ 49″ O |              |
|                                              | Château de la Haie                                   | Larré (La Cour-de-la-Haie)                     | |                                                  | 47° 43′ 41″ N, 2° 29′ 29″ O |              |
|                                              | Château du Hardouin                                  | Augan (Hardouin)                               | Notice no IA00009034                                                                                          |                                                  | 47° 54′ 27″ N, 2° 16′ 46″ O |              |
|                                              | Château de la Hattaie                                | Guer (La Hattaie)                              | Notice no IA00009100                                                                                          |                                                  | 47° 53′ 55″ N, 2° 08′ 08″ O |              |
| Manoir, gentilhommière                       | Manoir du Haut Pâtis                                 | Sarzeau (Le Pâtis)                             | Notice no IA00127641                                                                                          |                                                  |                             |              |
|                                              | Château du Helfau                                    | Elven (Le Helfau)                              | |                                                  | 47° 44′ 41″ N, 2° 32′ 54″ O |              |
| Manoir, gentilhommière                       | Manoir de la Héligaie                                | Caden (La Héligaie)                            | Notice no IA00008659                                                                                          |                                                  | 47° 39′ 35″ N, 2° 17′ 13″ O |              |
| Manoir, gentilhommière                       | Manoir de la Herblinaye                              | Carentoir (La Herblinaie)                      | |                                                  | 47° 48′ 45″ N, 2° 09′ 53″ O |              |
| Ruine ou disparu                             | Château de l'Hermine                                 | Vannes (disparu)                               | |                                                  | 47° 39′ 22″ N, 2° 45′ 22″ O |              |
|                                              | Manoir du Hindreuff                                  | Caden (Le Hindreuff)                           | Notice no IA00008661                                                                                          |                                                  | 47° 39′ 15″ N, 2° 19′ 37″ O |              |
| Manoir, gentilhommière                       | Manoir de l'Hôpital                                  | Plaudren (L'Hôpital)                           | |                                                  |                             |              |
| Manoir, gentilhommière                       | Manoir de la Houssaye                                | Caden (La Houssaie)                            | Notice no IA00008660                                                                                          |                                                  | 47° 40′ 01″ N, 2° 19′ 28″ O |              |
| Manoir, gentilhommière                       | Manoir du Houssé                                     | La Gacilly (Le Houssé, Glénac)                 | Notice no IA00009753                                                                                          |                                                  | 47° 44′ 38″ N, 2° 08′ 43″ O |              |
| Ruine ou disparu                             | Château de l'Isle                                    | Marzan (L'Isle)                                | |                                                  | 47° 30′ 58″ N, 2° 21′ 04″ O |              |
|                                              | Château de l'Isle                                    | Férel (L'Isle)                                 | |                                                  |                             |              |
| Manoir, gentilhommière                       | Manoir de la Jouardais                               | Les Fougerêts (La Jouardais)                   | Notice no IA00009730                                                                                          |                                                  | 47° 44′ 32″ N, 2° 11′ 20″ O |              |
| Manoir, gentilhommière                       | Manoir de Keral                                      | Grand-Champ (Keral)                            | Notice no IA00009363                                                                                          |                                                  | 47° 43′ 17″ N, 2° 48′ 13″ O |              |
| Ruine ou disparu                             | Château de Keralio                                   | Noyal-Muzillac (Keralio)                       | |                                                  | 47° 33′ 45″ N, 2° 26′ 49″ O |              |
|                                              | Château de Kérampoul                                 | Sarzeau (Penvins)                              | Inscrit MH (1968) · Notice no PA00091726                                                                      |                                                  | 47° 30′ 19″ N, 2° 40′ 59″ O |              |
|                                              | Château de Kéran                                     | Arradon (Kéran)                                | Inscrit MH (1973) · Notice no PA00090980                                                                      |                                                  | 47° 37′ 19″ N, 2° 50′ 41″ O |              |
| Manoir, gentilhommière                       | Manoir de Kerandrun                                  | Theix-Noyalo (Kerandrun Theix)                 | Notice no IA00114417                                                                                          |                                                  | 47° 38′ 31″ N, 2° 37′ 00″ O |              |
| Ruine ou disparu                             | Château de Kerango                                   | Plescop (Kerango)                              | Notice no IA00009461                                                                                          |                                                  | 47° 42′ 09″ N, 2° 50′ 55″ O |              |
| Manoir, gentilhommière                       | Manoir de Kérat                                      | Arradon (Kérat)                                | Inscrit MH (1974) · Notice no PA00090982                                                                      |                                                  | 47° 37′ 08″ N, 2° 49′ 25″ O |              |
| Manoir, gentilhommière                       | Manoir de Kerbilouët                                 | Arradon (Kerbilouët)                           | Notice no IA56000003                                                                                          |                                                  | 47° 37′ 24″ N, 2° 48′ 49″ O |              |
|                                              | Château de Kerbily                                   | Camoël (Kerbily)                               | |                                                  | 47° 29′ 03″ N, 2° 24′ 48″ O |              |
| Manoir, gentilhommière                       | Manoir de Kerbot                                     | Sarzeau (Kerbot)                               | Notice no IA00127619                                                                                          |                                                  | 47° 32′ 11″ N, 2° 44′ 18″ O |              |
|                                              | Château de Kerboulard                                | Saint-Nolff (Kerboulard)                       | |                                                  | 47° 41′ 53″ N, 2° 38′ 11″ O |              |
| Manoir, gentilhommière                       | Manoir de Kerbourbon                                 | Vannes (Kerbourbon)                            | |                                                  | 47° 37′ 53″ N, 2° 45′ 18″ O |              |
| Manoir, gentilhommière                       | Manoir de Kercado                                    | Vannes (8, rue de l'Île-d'Arz)                 | |                                                  | 47° 38′ 30″ N, 2° 46′ 55″ O |              |
|                                              | Château de Kerdoué                                   | Pleucadeuc (La combe-d'en-Bas)                 | |                                                  | 47° 47′ 42″ N, 2° 22′ 28″ O |              |
| Manoir, gentilhommière                       | Manoir de Kerdoux                                    | Ambon (Bourdous)                               | |                                                  |                             |              |
|                                              | Château de Kerdréan                                  | Le Bono (Kerdréan)                             | |                                                  | 47° 37′ 38″ N, 2° 56′ 06″ O |              |
|                                              | Château de Keredren                                  | Questembert (Keredren)                         | |                                                  | 47° 38′ 55″ N, 2° 28′ 55″ O |              |
| Manoir, gentilhommière                       | Manoir de Kerfaz                                     | Limerzel (Kerfaz)                              | Notice no IA00008688                                                                                          |                                                  | 47° 38′ 11″ N, 2° 23′ 12″ O |              |
|                                              | Château de Kerfily                                   | Elven (Kerfily)                                | |                                                  | 47° 45′ 33″ N, 2° 36′ 43″ O |              |
| Manoir, gentilhommière                       | Manoir de Kergal                                     | Brandivy (Kergal)                              | Inscrit MH (1925) · Notice no PA00091052                                                                      |                                                  | 47° 47′ 17″ N, 2° 56′ 12″ O |              |
|                                              | Château de Kergeorget                                | Sarzeau (Kergeorget)                           | Notice no IA00127621                                                                                          |                                                  | 47° 32′ 11″ N, 2° 45′ 11″ O |              |
| Manoir, gentilhommière                       | Manoir de Kerglas                                    | Saint-Nolff (Kerglaz)                          | |                                                  | 47° 40′ 28″ N, 2° 42′ 33″ O |              |
| Manoir, gentilhommière                       | Manoir de Kergo                                      | Theix-Noyalo (Kergo Theix)                     | Notice no IA00114428                                                                                          |                                                  |                             |              |
| Manoir, gentilhommière                       | Manoir de Kergolher                                  | Plaudren (Kergolher)                           | Notice no IA00009436                                                                                          |                                                  | 47° 46′ 48″ N, 2° 42′ 22″ O |              |
|                                              | Château de Kergonano                                 | Baden (Kergonano)                              | Notice no IA56000063                                                                                          |                                                  | 47° 36′ 41″ N, 2° 54′ 40″ O |              |
| Manoir, gentilhommière                       | Manoir de Kerguen                                    | Camoël (Kerguen)                               | |                                                  | 47° 29′ 25″ N, 2° 23′ 56″ O |              |
| Manoir, gentilhommière                       | Manoir de Kerguet                                    | Sarzeau (Kerguet)                              | Notice no IA00127623                                                                                          |                                                  | 47° 31′ 26″ N, 2° 44′ 05″ O |              |
| Manoir, gentilhommière                       | Manoir de Kerguizec                                  | Surzur (Kerguizec)                             | Notice no IA00114385                                                                                          |                                                  | 47° 34′ 13″ N, 2° 36′ 25″ O |              |
| Manoir, gentilhommière                       | Manoir de Kergurion                                  | Plaudren (Kergurion)                           | Notice no IA00009431                                                                                          |                                                  | 47° 46′ 37″ N, 2° 44′ 09″ O |              |
| Manoir, gentilhommière                       | Manoir de Kerhars                                    | Sarzeau (Kerhars)                              | Notice no IA00127625                                                                                          |                                                  |                             |              |
| Manoir, gentilhommière · Ruine ou disparu    | Manoir de Kerhervé                                   | Locmaria-Grand-Champ (Coët-Candec)             | Notice no IA00009409                                                                                          |                                                  |                             |              |
| Manoir, gentilhommière                       | Manoir de Kerino                                     | Vannes (Rue du Commerce)                       | |                                                  | 47° 38′ 34″ N, 2° 45′ 30″ O |              |
| Manoir, gentilhommière                       | Manoir de Kerléguen                                  | Grand-Champ (Kerléguen)                        | Inscrit MH (1928) · Notice no PA00091220                                                                      |                                                  | 47° 44′ 58″ N, 2° 51′ 15″ O |              |
|                                              | Château de Kerlevénan                                | Sarzeau (Kerlevenan)                           | Site classé (1965) · Classé MH (1982) · Notice no PA00091727                                                  |                                                  | 47° 32′ 22″ N, 2° 43′ 48″ O |              |
| Manoir, gentilhommière                       | Château de Kerlo                                     | Elven (Kerlo)                                  | |                                                  | 47° 43′ 54″ N, 2° 37′ 37″ O |              |
| Manoir, gentilhommière                       | Manoir de Kermelin                                   | Saint-Avé (Kermelin)                           | Notice no IA00114305                                                                                          |                                                  | 47° 40′ 36″ N, 2° 43′ 38″ O |              |
| Manoir, gentilhommière                       | Manoir de Kermenguy                                  | Grand-Champ (Kermenguy)                        | Notice no IA00009365                                                                                          |                                                  | 47° 47′ 17″ N, 2° 49′ 27″ O |              |
| Manoir, gentilhommière                       | Manoir de Kerméno                                    | Grand-Champ (Kerméno)                          | Notice no IA00009366                                                                                          |                                                  | 47° 46′ 46″ N, 2° 49′ 43″ O |              |
| Manoir, gentilhommière                       | Manoir de Kermesquel                                 | Vannes (Kermesquel)                            | |                                                  | 47° 40′ 11″ N, 2° 46′ 33″ O |              |
| Manoir, gentilhommière                       | Manoir de Kermeux                                    | Malansac (Kermeux)                             | Notice no IA00008722                                                                                          |                                                  | 47° 40′ 47″ N, 2° 20′ 49″ O |              |
| Manoir, gentilhommière                       | Manoir de Kernavélo                                  | Sarzeau (Kernavélo)                            | Notice no IA00127628                                                                                          |                                                  | 47° 31′ 32″ N, 2° 44′ 20″ O |              |
| Manoir, gentilhommière                       | Manoir de Kerno                                      | Île-aux-Moines (Kerno)                         | Notice no IA56000105                                                                                          |                                                  | 47° 34′ 56″ N, 2° 51′ 14″ O |              |
| Manoir, gentilhommière                       | Manoir de Kernoël                                    | Île-d'Arz (Kernoël)                            | Notice no IA56000136                                                                                          |                                                  | 47° 35′ 34″ N, 2° 47′ 41″ O |              |
|                                              | Château de Kerozer                                   | Saint-Avé (Kerozer)                            | Notice no IA00114035                                                                                          |                                                  | 47° 42′ 04″ N, 2° 44′ 16″ O |              |
|                                              | Château de Kerplat                                   | Larré (Kerplat)                                | |                                                  | 47° 42′ 17″ N, 2° 29′ 40″ O |              |
| Manoir, gentilhommière                       | Manoir de Kerrio                                     | Grand-Champ (Kerrio)                           | Notice no IA00009368                                                                                          |                                                  |                             |              |
| Manoir, gentilhommière                       | Manoir de Kersapé                                    | Theix-Noyalo (Kersapé Theix)                   | Notice no IA00114429                                                                                          |                                                  | 47° 38′ 56″ N, 2° 37′ 28″ O |              |
| Manoir, gentilhommière                       | Manoir de Kerscoup                                   | Plaudren (Kerscoup)                            | Notice no IA00009442                                                                                          |                                                  | 47° 48′ 35″ N, 2° 41′ 33″ O |              |
|                                              | Château de Kerthomas                                 | Sarzeau (Kerthomas)                            | Notice no IA00127629                                                                                          |                                                  | 47° 31′ 30″ N, 2° 46′ 44″ O |              |
| Manoir, gentilhommière                       | Manoir de Kervazy                                    | Plaudren (Kervazy)                             | Notice no IA00009437                                                                                          |                                                  | 47° 46′ 01″ N, 2° 38′ 39″ O |              |
| Manoir, gentilhommière                       | Manoir de Kervelin                                   | Marzan (Kervelin)                              | |                                                  | 47° 32′ 35″ N, 2° 20′ 37″ O |              |
| Manoir, gentilhommière                       | Manoir de Kerverec                                   | Ploeren (Kerverec)                             | Notice no IA56000086                                                                                          |                                                  | 47° 38′ 15″ N, 2° 51′ 44″ O |              |
| Manoir, gentilhommière                       | Manoir de Kervero                                    | Arradon (Kervero)                              | Notice no IA56000005                                                                                          |                                                  | 47° 37′ 17″ N, 2° 49′ 41″ O |              |
| Manoir, gentilhommière                       | Manoir du Kervert                                    | Saint-Gildas-de-Rhuys (Kervert)                | Notice no IA00127563                                                                                          |                                                  | 47° 31′ 35″ N, 2° 51′ 29″ O |              |
|                                              | Château de Kervézec                                  | Monteneuf (Kervézec)                           | |                                                  |                             |              |
|                                              | Château de Kervezo                                   | Muzillac (Le Pourpri)                          | |                                                  | 47° 32′ 32″ N, 2° 29′ 19″ O |              |
|                                              | Château de Kervilio                                  | Le Bono (Kervilio)                             | |                                                  | 47° 39′ 00″ N, 2° 56′ 02″ O |              |
| Manoir, gentilhommière                       | Manoir du Kreisker                                   | Saint-Avé (Rue du Général-de-Gaulle)           | Notice no IA00114286                                                                                          |                                                  | 47° 41′ 26″ N, 2° 44′ 07″ O |              |
|                                              | Château des Landérieux                               | Augan (Les Landérieux)                         | Notice no IA00009040                                                                                          |                                                  | 47° 55′ 02″ N, 2° 15′ 44″ O |              |
| Manoir, gentilhommière                       | Manoir de Langat                                     | Arradon (Langat)                               | Notice no IA56000007                                                                                          |                                                  | 47° 38′ 09″ N, 2° 50′ 12″ O |              |
| Ruine ou disparu                             | Château fort de Lanvaux                              | Brandivy (inconnue)                            | Notice no IA00009504                                                                                          |                                                  | 47° 47′ 44″ N, 2° 55′ 11″ O |              |
|                                              | Château de Largouët                                  | Elven (Largouët)                               | Classé MH (1862, 1932) · Inscrit MH (2000) · Notice no PA00091177                                             |                                                  | 47° 43′ 31″ N, 2° 37′ 07″ O |              |
| Manoir, gentilhommière                       | Manoir de Larmor                                     | Vannes (Avenue René-de-Kerviler)               | |                                                  | 47° 38′ 24″ N, 2° 45′ 24″ O |              |
|                                              | Château de Launay                                    | Saint-Vincent-sur-Oust (Boro)                  | |                                                  | 47° 42′ 22″ N, 2° 10′ 05″ O |              |
| Manoir, gentilhommière                       | Manoir de Launay                                     | Carentoir (Launay)                             | Notice no IA00009701                                                                                          |                                                  | 47° 47′ 26″ N, 2° 12′ 00″ O |              |
|                                              | Château de Léhélec                                   | Béganne (Léhelec)                              | Inscrit MH (1966) · Notice no PA00091022                                                                      |                                                  | 47° 35′ 20″ N, 2° 16′ 39″ O |              |
|                                              | Château de Lémo                                      | Augan (Lémo)                                   | Notice no IA00009036                                                                                          |                                                  | 47° 54′ 55″ N, 2° 17′ 18″ O |              |
| Manoir, gentilhommière                       | Manoir de Lescoat                                    | Elven (Lescoët)                                | |                                                  | 47° 43′ 51″ N, 2° 34′ 40″ O |              |
| Manoir, gentilhommière                       | Manoir de Lesnehué                                   | Saint-Avé (Lesnehué)                           | Notice no IA00114312                                                                                          | XVe siècle et 1re moitié du XVIe siècle          | 47° 41′ 44″ N, 2° 42′ 50″ O |              |
| Manoir, gentilhommière                       | Manoir de Lestrenic                                  | Séné (au sud de Saint-Laurent)                 | Notice no IA00114353                                                                                          |                                                  | 47° 38′ 50″ N, 2° 43′ 07″ O |              |
| Manoir, gentilhommière                       | Manoir de Lieuzel                                    | Pleucadeuc (Lieuzel)                           | |                                                  | 47° 46′ 33″ N, 2° 22′ 44″ O |              |
| Manoir, gentilhommière                       | Manoir de Lignol                                     | Arradon (Lignol)                               | Notice no IA56000009                                                                                          |                                                  | 47° 38′ 51″ N, 2° 50′ 42″ O |              |
|                                              | Château de Limoges                                   | Vannes (5, allée de Limoges)                   | |                                                  | 47° 38′ 59″ N, 2° 45′ 09″ O |              |
|                                              | Château de Limur                                     | Séné (Rue de Limur)                            | Notice no IA00114354                                                                                          |                                                  | 47° 38′ 47″ N, 2° 43′ 40″ O |              |
|                                              | Château du Listy                                     | Ambon (disparu)                                | |                                                  |                             |              |
| Manoir, gentilhommière                       | Manoir de Livoudrais                                 | Guer (Livoudrais)                              | Notice no IA00009090                                                                                          |                                                  | 47° 56′ 35″ N, 2° 06′ 35″ O |              |
|                                              | Château de Liziec                                    | Vannes (Liziec)                                | |                                                  | 47° 40′ 03″ N, 2° 43′ 43″ O |              |
|                                              | Château du Lobo                                      | Caro (Le Lobo)                                 | |                                                  | 47° 51′ 09″ N, 2° 19′ 35″ O |              |
| Manoir, gentilhommière                       | Manoir de Locqueltas                                 | Arradon (Locqueltas)                           | Notice no IA56000010                                                                                          |                                                  | 47° 38′ 19″ N, 2° 49′ 48″ O |              |
| Manoir, gentilhommière                       | Manoir de Lohinga                                    | Guer (Lohinga)                                 | Notice no IA00009093                                                                                          |                                                  | 47° 55′ 24″ N, 2° 05′ 11″ O |              |
| Manoir, gentilhommière                       | Manoir de Longouët                                   | Guer (Longouët)                                | Notice no IA00009091                                                                                          |                                                  | 47° 53′ 50″ N, 2° 08′ 34″ O |              |
|                                              | Château de Lourmes                                   | Missiriac (Lourmes)                            | |                                                  | 47° 50′ 19″ N, 2° 20′ 58″ O |              |
|                                              | Château de Lourmois                                  | Nivillac (Lourmois)                            | |                                                  | 47° 32′ 09″ N, 2° 16′ 44″ O |              |
| Manoir, gentilhommière                       | Manoir de Luhan                                      | Plaudren (Luhan)                               | Notice no IA00009435                                                                                          |                                                  | 47° 46′ 04″ N, 2° 41′ 13″ O |              |
|                                              | Château de Marzan                                    | Marzan (La Cour-de-Marzan)                     | |                                                  | 47° 33′ 07″ N, 2° 18′ 35″ O |              |
|                                              | Château du Matz                                      | Caden (Le Matz)                                | |                                                  | 47° 39′ 08″ N, 2° 17′ 17″ O |              |
| Manoir, gentilhommière                       | Manoir du Méné                                       | Saint-Armel (Rue du Méné)                      | Notice no IA00127541                                                                                          |                                                  | 47° 34′ 27″ N, 2° 42′ 34″ O |              |
| Manoir, gentilhommière                       | Manoir du Ménimur                                    | Vannes (Rue de Metz)                           | |                                                  | 47° 40′ 02″ N, 2° 45′ 55″ O |              |
| Manoir, gentilhommière                       | Manoir des Métairies                                 | Tréal (Les Métairies)                          | Notice no IA00009795                                                                                          |                                                  | 47° 49′ 01″ N, 2° 13′ 48″ O |              |
|                                              | Château de Meudon                                    | Vannes (Meudon)                                | |                                                  | 47° 40′ 02″ N, 2° 41′ 50″ O |              |
|                                              | Château du Mézo                                      | Ploeren (Le Mézo)                              | Notice no IA56000090                                                                                          |                                                  | 47° 38′ 48″ N, 2° 51′ 47″ O |              |
| Manoir, gentilhommière                       | Manoir de Moréac                                     | Arradon (Moréac)                               | Notice no IA56000012                                                                                          |                                                  | 47° 37′ 41″ N, 2° 47′ 06″ O |              |
|                                              | Château de la Morinais                               | Pleucadeuc (La Morinais)                       | Notice no IA56005512                                                                                          |                                                  | 47° 45′ 35″ N, 2° 20′ 55″ O |              |
|                                              | Château de la Morlaye                                | Missiriac (La Morlaye)                         | Notice no IA00010180                                                                                          |                                                  | 47° 49′ 12″ N, 2° 21′ 50″ O |              |
| Manoir, gentilhommière                       | Manoir de la Motte-Rivaud                            | Sarzeau (La Motte)                             | Notice no IA00127637                                                                                          |                                                  | 47° 32′ 36″ N, 2° 43′ 13″ O |              |
|                                              | Château de la Motte                                  | Vannes                                         | | disparu                                          | 47° 39′ 32″ N, 2° 45′ 28″ O |              |
|                                              | Château du Mounouff                                  | Questembert (Le Mounouff)                      | |                                                  | 47° 40′ 55″ N, 2° 24′ 16″ O |              |
|                                              | Château du Mur                                       | Carentoir Comblessac (Ille-et-Vilaine) (Trélo) | Notice no IA35002870                                                                                          |                                                  | 47° 50′ 38″ N, 2° 05′ 46″ O |              |
|                                              | Château du Nedo                                      | Plaudren (Le Nédo)                             | Notice no IA00009414                                                                                          |                                                  | 47° 46′ 03″ N, 2° 43′ 13″ O |              |
| Manoir, gentilhommière                       | Manoir de la Née                                     | Saint-Marcel (La Métairie-de-la-Née)           | |                                                  | 47° 49′ 26″ N, 2° 24′ 00″ O |              |
|                                              | Château du Nelhouët                                  | Missiriac (Le Nelhouët)                        | |                                                  | 47° 49′ 52″ N, 2° 20′ 30″ O |              |
|                                              | Château du Néret                                     | Sarzeau (Le Néret)                             | Notice no IA00127638                                                                                          |                                                  | 47° 32′ 18″ N, 2° 46′ 35″ O |              |
| Manoir, gentilhommière                       | Manoir de la Noë-Cado                                | Les Fougerêts (La Noë-Cado)                    | Notice no IA00009732                                                                                          |                                                  | 47° 45′ 15″ N, 2° 10′ 59″ O |              |
| Manoir, gentilhommière                       | Manoir de la Noë                                     | Béganne (La Noë)                               | |                                                  | 47° 36′ 46″ N, 2° 16′ 06″ O |              |
|                                              | Manoir du Fresne                                     | Caro (Le Fresne)                               | Notice no IA00010169                                                                                          |                                                  | 47° 50′ 23″ N, 2° 22′ 28″ O |              |
| Manoir, gentilhommière                       | Manoir de Nouan                                      | Carentoir (La Nouan)                           | Notice no IA00009696                                                                                          |                                                  | 47° 48′ 40″ N, 2° 04′ 39″ O |              |
| Manoir, gentilhommière                       | Manoir de la Noy                                     | Arzal (disparu)                                | |                                                  |                             |              |
| Manoir, gentilhommière                       | Manoir de Painfaut                                   | Saint-Vincent-sur-Oust (Painfaut)              | |                                                  |                             |              |
|                                              | Château du Pargo                                     | Vannes (Le Pargo)                              | |                                                  | 47° 39′ 22″ N, 2° 46′ 46″ O |              |
| Manoir, gentilhommière                       | Manoir de Peccadeuc                                  | Carentoir (Peccadue)                           | Notice no IA00009689                                                                                          |                                                  | 47° 48′ 27″ N, 2° 10′ 57″ O |              |
|                                              | Manoir de Pembulzo                                   | Surzur (Pembulzo)                              | Notice no IA00114393                                                                                          |                                                  | 47° 35′ 01″ N, 2° 36′ 19″ O |              |
|                                              | Château de Pen-Mur                                   | Muzillac (Pen-Mur)                             | |                                                  | 47° 33′ 45″ N, 2° 29′ 37″ O |              |
|                                              | Château de Penhouët                                  | Grand-Champ (Penhouët)                         | Notice no IA00009381                                                                                          |                                                  | 47° 46′ 23″ N, 2° 50′ 44″ O |              |
| Manoir, gentilhommière                       | Manoir de Pennéro                                    | Île-d'Arz (Pennéro)                            | Notice no IA56000137                                                                                          |                                                  | 47° 35′ 52″ N, 2° 47′ 29″ O |              |
| Manoir, gentilhommière                       | Manoir de Penvern                                    | Plaudren (Penvern)                             | Notice no IA00009434                                                                                          |                                                  | 47° 45′ 05″ N, 2° 42′ 01″ O |              |
|                                              | Manoir de Pérénès                                    | Surzur (Pérénès)                               | Notice no IA00114394                                                                                          |                                                  | 47° 34′ 40″ N, 2° 38′ 06″ O |              |
| Manoir, gentilhommière                       | Manoir du Pérenno                                    | Theix-Noyalo (Le Pérenno Theix)                | Notice no IA00114437                                                                                          |                                                  | 47° 39′ 12″ N, 2° 41′ 48″ O |              |
| Manoir, gentilhommière                       | Manoir du Petit Conleau                              | Vannes (Impasse du Petit-Conleau)              | |                                                  | 47° 38′ 07″ N, 2° 46′ 47″ O |              |
| Manoir, gentilhommière                       | Manoir du Petit Rulliac                              | Saint-Avé (Le Petit-Rulliac)                   | Notice no IA00114318                                                                                          |                                                  | 47° 42′ 34″ N, 2° 44′ 37″ O |              |
| Manoir, gentilhommière                       | Manoir de Pinieux                                    | Limerzel (Pinieux)                             | Inscrit MH (1927) · Notice no PA00091371                                                                      |                                                  | 47° 37′ 43″ N, 2° 22′ 56″ O |              |
| Manoir, gentilhommière                       | Château de Brignac                                   | Saint-Guyomard (Brignac)                       | Classé MH (1975) · Notice no PA00091682                                                                       |                                                  | 47° 42′ 21″ N, 2° 11′ 44″ O |              |
|                                              | Château du Plessis                                   | Saint-Dolay (Le Plessis)                       | |                                                  | 47° 33′ 58″ N, 2° 10′ 44″ O |              |
|                                              | Château du Plessis-Josso                             | Theix-Noyalo (Le Plessis-Josso, Theix)         | Inscrit MH (1929, 2001) · Classé MH (1981) · Notice no PA00091756                                             | Château fort et manoir                           | 47° 37′ 47″ N, 2° 35′ 40″ O |              |
|                                              | Château du Plessis-Rivault                           | Allaire (Le Plessis-Rivault)                   | |                                                  | 47° 39′ 54″ N, 2° 08′ 19″ O |              |
|                                              | Demeure de La Poinaie                                | Allaire (La Poinaie)                           | |                                                  |                             |              |
| Manoir, gentilhommière                       | Manoir du Pont-Bily                                  | Saint-Nicolas-du-Tertre (Le Pont-Bily)         | Notice no IA00010076                                                                                          |                                                  | 47° 48′ 05″ N, 2° 13′ 41″ O |              |
| Manoir, gentilhommière                       | Manoir du Pont d'Oust                                | Les Fougerêts (Le Pont-d'Oust)                 | Notice no IA00009729                                                                                          |                                                  | 47° 43′ 55″ N, 2° 12′ 30″ O |              |
|                                              | Château de Pont Sal                                  | Plougoumelen (Boterf)                          | |                                                  | 47° 40′ 08″ N, 2° 54′ 45″ O |              |
|                                              | Château de Porcaro                                   | Porcaro (Le Coteau)                            | Notice no IA00009192                                                                                          |                                                  | 47° 54′ 23″ N, 2° 12′ 04″ O |              |
|                                              | Château de Porcé                                     | Arradon (Porcé)                                | Notice no IA56000013                                                                                          |                                                  | 47° 37′ 11″ N, 2° 47′ 52″ O |              |
| Manoir, gentilhommière                       | Manoir de Porh Priendo                               | Ploeren (Porh-Priendo)                         | |                                                  | 47° 39′ 44″ N, 2° 49′ 14″ O |              |
| Manoir, gentilhommière                       | Manoir du Port de Lan Hoedic                         | Sarzeau (Le Port-de-Lan-Hoedic)                | Notice no IA00127536                                                                                          |                                                  | 47° 30′ 09″ N, 2° 45′ 40″ O |              |
| Manoir, gentilhommière                       | Manoir de la Porte-Garel                             | Nivillac (La Porte-Garel)                      | |                                                  |                             |              |
| Manoir, gentilhommière                       | Manoir de la Porte Guyondaie                         | Caro (La Guyondaie)                            | Notice no IA00010171                                                                                          |                                                  | 47° 50′ 36″ N, 2° 21′ 45″ O |              |
| Manoir, gentilhommière                       | Manoir de la Porte                                   | Guer (La Porte)                                | Notice no IA00009083                                                                                          |                                                  |                             |              |
|                                              | Château du Pré-Clos                                  | Tréal (Le Pré-Clos)                            | Notice no IA00009796                                                                                          |                                                  | 47° 49′ 52″ N, 2° 14′ 29″ O |              |
| Ruine ou disparu                             | Château du Prédit                                    | Marzan (Le Prédit)                             | |                                                  | 47° 31′ 00″ N, 2° 20′ 26″ O |              |
|                                              | Château de la Prévostais                             | Pleucadeuc (La Prévotais)                      | Notice no IA56005499                                                                                          |                                                  | 47° 46′ 12″ N, 2° 21′ 24″ O |              |
|                                              | Château de Prières                                   | Billiers (Prières)                             | |                                                  | 47° 31′ 27″ N, 2° 29′ 15″ O |              |
| Manoir, gentilhommière                       | Manoir de Quelneuc                                   | Carentoir (Quelneuc)                           | Notice no IA00009760                                                                                          |                                                  | 47° 49′ 30″ N, 2° 04′ 00″ O |              |
| Manoir, gentilhommière                       | Manoir de Quesnouët                                  | Colpo (Quesnouët)                              | Notice no IA00009483                                                                                          |                                                  | 47° 50′ 17″ N, 2° 46′ 19″ O |              |
| Manoir, gentilhommière                       | Manoir de Quian                                      | Béganne (Quian)                                | |                                                  |                             |              |
|                                              | Château de Ramponet                                  | Caro (Ramponet)                                | |                                                  | 47° 51′ 38″ N, 2° 17′ 28″ O |              |
| Manoir, gentilhommière                       | Manoir de Randrécard                                 | Treffléan (Randrécard)                         | |                                                  | 47° 40′ 23″ N, 2° 37′ 55″ O |              |
| Manoir, gentilhommière                       | Manoir du Rangouët                                   | Molac (Le Rangouët)                            | |                                                  | 47° 43′ 55″ N, 2° 26′ 50″ O |              |
| Manoir, gentilhommière                       | Manoir du Ranquin                                    | Séné (15, rue du Ranquin Cadouarn)             | Notice no IA00114336                                                                                          |                                                  | 47° 36′ 56″ N, 2° 45′ 20″ O |              |
|                                              | Château du Ratz                                      | Arradon (Avenue du Ratz)                       | Notice no IA56000014                                                                                          |                                                  | 47° 38′ 10″ N, 2° 48′ 31″ O |              |
| Manoir, gentilhommière                       | Manoir de Rédillac                                   | Saint-Jacut-les-Pins (Rédillac)                | |                                                  | 47° 40′ 28″ N, 2° 13′ 20″ O |              |
|                                              | Château du Reste                                     | Grand-Champ (Le Rest)                          | Notice no IA00009382                                                                                          |                                                  | 47° 42′ 56″ N, 2° 48′ 41″ O |              |
| Manoir, gentilhommière                       | Manoir de la Ricardais                               | Saint-Jean-la-Poterie (La Ricardaye)           | |                                                  | 47° 38′ 43″ N, 2° 07′ 10″ O |              |
|                                              | Château de Rieux                                     | Rieux (Rue du château)                         | Site classé (1971)                                                                                            |                                                  | 47° 35′ 56″ N, 2° 05′ 58″ O |              |
| Manoir, gentilhommière                       | Manoir de la Rivière                                 | Sérent (La Rivière)                            | Notice no IA00010037                                                                                          |                                                  | 47° 48′ 00″ N, 2° 33′ 05″ O |              |
|                                              | Manoir de Rocarant                                   | Bohal (L'Abbaye)                               | Notice no IA00010083                                                                                          |                                                  | 47° 47′ 53″ N, 2° 27′ 33″ O |              |
| Manoir, gentilhommière                       | Manoir de la Roche-Gestin                            | La Gacilly (La Roche-Gestin)                   | Notice no IA00009742                                                                                          |                                                  | 47° 46′ 41″ N, 2° 10′ 10″ O |              |
|                                              | Château de Rochefort-en-Terre                        | Rochefort-en-Terre (Rue du Château)            | Inscrit MH (1990) · Notice no PA00091638                                                                      |                                                  | 47° 42′ 00″ N, 2° 20′ 22″ O |              |
| Manoir, gentilhommière                       | Manoir du Rocher                                     | Le Bono (Le Rocher)                            | |                                                  |                             |              |
|                                              | Château de Rochevilaine                              | Billiers (Pointe de Pen Lan)                   | |                                                  | 47° 30′ 53″ N, 2° 30′ 06″ O |              |
| Manoir, gentilhommière                       | Manoir du Rodoir                                     | Nivillac (Le Rodoir)                           | |                                                  |                             |              |
| Manoir, gentilhommière                       | Manoir de Roguédas                                   | Arradon (Roguédas)                             | Notice no IA56000011                                                                                          |                                                  | 47° 37′ 11″ N, 2° 47′ 30″ O |              |
| Ruine ou disparu                             | Château de Rohéan                                    | Sérent (Rohéan)                                | |                                                  |                             |              |
|                                              | Château du Rohello                                   | Baden (Rohello)                                | Notice no IA56000066                                                                                          |                                                  | 47° 37′ 01″ N, 2° 56′ 54″ O |              |
| Manoir, gentilhommière                       | Manoir de Rollienne                                  | Carentoir (Rollienne)                          | Notice no IA00009698                                                                                          |                                                  | 47° 49′ 17″ N, 2° 05′ 38″ O |              |
| Manoir, gentilhommière                       | Manoir du Ros                                        | Nivillac (Ros)                                 | |                                                  |                             |              |
| Manoir, gentilhommière                       | Manoir de Rotileuc                                   | Guer (Rotileuc)                                | Notice no IA00009086                                                                                          |                                                  | 47° 54′ 18″ N, 2° 08′ 08″ O |              |
|                                              | Manoir de la Ruée                                    | Ruffiac (La Ruée)                              | Notice no IA00010067                                                                                          |                                                  | 47° 49′ 30″ N, 2° 15′ 31″ O |              |
|                                              | Château de Rulliac                                   | Saint-Avé (Rulliac)                            | Inscrit MH (1925) · Notice no PA00091663                                                                      |                                                  | 47° 42′ 31″ N, 2° 44′ 19″ O |              |
| Manoir, gentilhommière                       | Manoir de Ruscouart                                  | Sérent (Ruscouart)                             | Notice no IA00010021                                                                                          |                                                  | 47° 49′ 29″ N, 2° 28′ 00″ O |              |
| Manoir, gentilhommière                       | Manoir Saint-André                                   | Theix-Noyalo (Trédudais Theix)                 | Notice no IA00114445                                                                                          |                                                  | 47° 39′ 19″ N, 2° 38′ 50″ O |              |
| Manoir, gentilhommière                       | Manoir de Saint-Derven                               | Brandivy (Saint-Derven)                        | |                                                  |                             |              |
| Manoir, gentilhommière                       | Manoir de Saint-Donat                                | Saint-Nicolas-du-Tertre (Saint-Donat)          | Notice no IA00010077                                                                                          |                                                  | 47° 47′ 17″ N, 2° 13′ 42″ O |              |
| Manoir, gentilhommière                       | Manoir de Saint-Fiacre                               | Malansac (Saint-Fiacre)                        | Notice no IA00008708                                                                                          |                                                  | 47° 41′ 35″ N, 2° 20′ 26″ O |              |
| Manoir, gentilhommière                       | Manoir de Saint-Gonant                               | Caro (Saint-Gonant)                            | Notice no IA00010166                                                                                          |                                                  | 47° 50′ 32″ N, 2° 20′ 45″ O |              |
| Manoir, gentilhommière                       | Manoir de Saint-Gurval                               | Guer (Les Vaux)                                | Notice no IA00009087                                                                                          |                                                  | 47° 54′ 09″ N, 2° 06′ 25″ O |              |
|                                              | Château du Cleyo                                     | Caro (Le Cleyo)                                | Notice no IA00010168                                                                                          |                                                  | 47° 50′ 48″ N, 2° 22′ 34″ O |              |
| Manoir, gentilhommière                       | Manoir de Saint-Joseph                               | Guer (Saint-Joseph)                            | Notice no IA00009082                                                                                          |                                                  | 47° 54′ 58″ N, 2° 08′ 31″ O |              |
| Manoir, gentilhommière                       | Manoir de Saint-Laurent                              | Séné (Saint-Laurent)                           | Notice no IA00114363                                                                                          |                                                  | 47° 38′ 50″ N, 2° 43′ 07″ O |              |
| Manoir, gentilhommière                       | Manoir de Saint-Laurent-sur-Oust                     | Saint-Laurent-sur-Oust                         | |                                                  | 47° 47′ 41″ N, 2° 19′ 09″ O |              |
| Manoir, gentilhommière                       | Manoir de Saint-Lucas                                | Plescop (Saint-Lucas)                          | Notice no IA00009464                                                                                          |                                                  | 47° 42′ 11″ N, 2° 52′ 37″ O |              |
| Manoir, gentilhommière                       | Manoir Saint-Sébastien                               | Séné (Ozon)                                    | Notice no IA00114358                                                                                          |                                                  | 47° 36′ 15″ N, 2° 43′ 37″ O |              |
| Manoir, gentilhommière                       | Manoir de la Billardais                              | Caro (La Billardaie)                           | Notice no IA00051654                                                                                          |                                                  | 47° 51′ 19″ N, 2° 18′ 03″ O |              |
| Manoir, gentilhommière                       | Manoir Sainte-Anne (Château du Guéric)               | Île-aux-Moines (Le Guéric)                     | Notice no IA56000100                                                                                          |                                                  | 47° 35′ 26″ N, 2° 50′ 29″ O |              |
| Manoir, gentilhommière                       | Demeure Sainte-Anne                                  | Larmor-Baden (Île de Berder)                   | Notice no IA56000124                                                                                          |                                                  | 47° 34′ 42″ N, 2° 53′ 21″ O |              |
|                                              | Château Sainte-Marguerite                            | Sarzeau (Kerallier)                            | Notice no IA00127614                                                                                          |                                                  | 47° 32′ 25″ N, 2° 49′ 53″ O |              |
|                                              | Château de Salarün                                   | Theix-Noyalo (Salarün Theix)                   | Notice no IA00114441                                                                                          |                                                  | 47° 39′ 25″ N, 2° 40′ 31″ O |              |
| Manoir, gentilhommière                       | Manoir des Salines                                   | Vannes (Rue Auguste-Rodin)                     | |                                                  | 47° 38′ 09″ N, 2° 46′ 06″ O |              |
|                                              | Château de la Salle                                  | Sérent (La Salle)                              | Notice no IA00010035                                                                                          |                                                  | 47° 48′ 55″ N, 2° 31′ 02″ O |              |
| Manoir, gentilhommière                       | Manoir de la Salle                                   | Péaule (La Salle)                              | |                                                  | 47° 36′ 10″ N, 2° 18′ 33″ O |              |
|                                              | Château de la Saulaye                                | Béganne (La Saulaye)                           | |                                                  | 47° 36′ 11″ N, 2° 13′ 21″ O |              |
|                                              | Château de Séréac                                    | Muzillac (Séréac)                              | |                                                  | 47° 33′ 11″ N, 2° 26′ 43″ O |              |
| Manoir, gentilhommière                       | Manoir du Sergent de la Seigneurie de Peillac        | Guer (Le Vauniel)                              | Notice no IA00009092                                                                                          |                                                  | 47° 53′ 41″ N, 2° 09′ 19″ O |              |
|                                              | Château de Silz                                      | Arzal (Silz-Bas)                               | |                                                  | 47° 30′ 19″ N, 2° 22′ 54″ O |              |
|                                              | Château de Since                                     | Theix-Noyalo (Sins Theix)                      | Notice no IA00114443                                                                                          |                                                  |                             |              |
|                                              | Château de Sourdéac                                  | La Gacilly (Sourdéac, Glénac)                  | Inscrit MH (1925) · Notice no PA00091200                                                                      |                                                  | 47° 43′ 49″ N, 2° 07′ 15″ O |              |
| Manoir, gentilhommière                       | Manoir de Surlande                                   | Réminiac (Surlande)                            | Notice no IA00010184                                                                                          |                                                  | 47° 51′ 26″ N, 2° 14′ 25″ O |              |
|                                              | Château de Suscinio                                  | Sarzeau (Suscinio)                             | Classé MH (1840) · Notice no PA00091728                                                                       |                                                  | 47° 30′ 46″ N, 2° 43′ 46″ O |              |
|                                              | Château de Talhouët                                  | Saint-Nolff (Talhouët)                         | |                                                  | 47° 42′ 00″ N, 2° 39′ 59″ O |              |
|                                              | Château de Talhouët                                  | Pluherlin (Talhouët)                           | Inscrit MH (2000) · Notice no PA56000045                                                                      |                                                  | 47° 43′ 11″ N, 2° 22′ 28″ O |              |
| Manoir, gentilhommière · Ruine ou disparu    | Manoir du Téno                                       | Plescop (Le Téno)                              | Notice no IA00009462                                                                                          |                                                  | 47° 41′ 40″ N, 2° 51′ 45″ O |              |
|                                              | Château du Tertre                                    | Guer (Le Tertre)                               | Notice no IA00009095, sur la plateforme ouverte du patrimoine, base Mérimée, ministère français de la Culture |                                                  |                             |              |
| Manoir, gentilhommière                       | Manoir du Tertre                                     | Cournon (Le Tertre)                            | |                                                  | 47° 45′ 11″ N, 2° 07′ 09″ O |              |
| Manoir, gentilhommière                       | Manoir du Thay                                       | Caro (Le Thay)                                 | Notice no IA00010164                                                                                          |                                                  | 47° 50′ 59″ N, 2° 21′ 56″ O |              |
| Manoir, gentilhommière                       | Manoir de Thenouguelen                               | Arradon (Truhélin)                             | Notice no IA56000016                                                                                          |                                                  | 47° 37′ 35″ N, 2° 48′ 36″ O |              |
|                                              | Château de Tirpen                                    | Malansac (Tirpen)                              | |                                                  |                             |              |
| Manoir, gentilhommière                       | Manoir de Tohannic                                   | Vannes (Rue Benjamin-Roysard)                  | |                                                  | 47° 38′ 48″ N, 2° 44′ 27″ O |              |
| Manoir, gentilhommière                       | Manoir de la Touche-Kervier                          | Saint-Marcel (La Touche-Kervier)               | |                                                  |                             |              |
| Manoir, gentilhommière                       | Manoir de la Touche Peschard                         | Carentoir (La Touche-Peschard)                 | Notice no IA00009692                                                                                          |                                                  | 47° 47′ 31″ N, 2° 10′ 06″ O |              |
|                                              | Château des Touches                                  | Porcaro (Les Touches)                          | Notice no IA00009191                                                                                          |                                                  | 47° 55′ 03″ N, 2° 11′ 19″ O |              |
|                                              | Château de Toulhoët                                  | La Vraie-Croix (Toulhoët)                      | |                                                  | 47° 42′ 01″ N, 2° 29′ 40″ O |              |
|                                              | Château de Toulvern                                  | Baden (Pointe de Toulvern)                     | Notice no IA56000067                                                                                          |                                                  | 47° 35′ 40″ N, 2° 55′ 27″ O |              |
| Manoir, gentilhommière                       | Manoir de la Tour                                    | Caro (Place Alexandre-Jarnigon)                | |                                                  | 47° 51′ 51″ N, 2° 19′ 06″ O |              |
|                                              | Château de la Touraille                              | Augan (La Touraille)                           | Notice no IA00009038                                                                                          |                                                  | 47° 55′ 01″ N, 2° 18′ 10″ O |              |
| Manoir, gentilhommière                       | Manoir de Trébrat                                    | Saint-Avé (Trébrat)                            | Notice no IA00114320                                                                                          |                                                  | 47° 41′ 14″ N, 2° 42′ 34″ O |              |
| Manoir, gentilhommière                       | Manoir de Trébulan                                   | Guer (Trébulan)                                | Notice no IA00009084                                                                                          |                                                  | 47° 55′ 18″ N, 2° 08′ 03″ O |              |
| Manoir, gentilhommière                       | Manoir de Trédec                                     | Locqueltas (Trédec)                            | Notice no IA00009400                                                                                          |                                                  | 47° 44′ 44″ N, 2° 44′ 39″ O |              |
|                                              | Château de Trédion                                   | Trédion (Kergoet)                              | Site classé (1943)                                                                                            |                                                  | 47° 47′ 28″ N, 2° 35′ 49″ O |              |
|                                              | Château de Trégouët                                  | Béganne (Trégouët)                             | |                                                  | 47° 35′ 49″ N, 2° 13′ 35″ O |              |
|                                              | Château de Tregouët                                  | Le Cours (Tregouët)                            | |                                                  | 47° 43′ 58″ N, 2° 29′ 24″ O |              |
| Manoir, gentilhommière                       | Manoir de Trégus                                     | Férel (Trégut)                                 | |                                                  |                             |              |
| Manoir, gentilhommière                       | Manoir de Tréhiguier                                 | Pénestin (Rue du Port, Tréhiguier)             | |                                                  | 47° 29′ 37″ N, 2° 26′ 26″ O |              |
|                                              | Château de Trélo                                     | Carentoir (Trélo)                              | Notice no IA00009684                                                                                          |                                                  | 47° 51′ 02″ N, 2° 07′ 26″ O |              |
|                                              | Château de Trémégan                                  | Larré (Trémégan)                               | |                                                  |                             |              |
|                                              | Château de Trémelgon                                 | Ambon (disparu)                                | |                                                  |                             |              |
| Manoir, gentilhommière                       | Manoir de Tremer                                     | Brandivy (Tremer)                              | Notice no IA00009500                                                                                          |                                                  | 47° 45′ 58″ N, 2° 55′ 49″ O |              |
|                                              | Château de Trémohar                                  | Berric (Trémohar)                              | Inscrit MH (1960) · Notice no PA00091032                                                                      |                                                  | 47° 38′ 02″ N, 2° 33′ 58″ O |              |
| Manoir, gentilhommière                       | Manoir du Trest                                      | Sarzeau (Le Trest)                             | |                                                  |                             |              |
|                                              | Manoir de Tréviantec                                 | Saint-Avé (Tréviantec)                         | Notice no IA00114321                                                                                          |                                                  | 47° 42′ 19″ N, 2° 46′ 19″ O |              |
| Manoir, gentilhommière                       | Manoir de Trieux                                     | Augan (Trieux)                                 | Notice no IA00009039                                                                                          |                                                  |                             |              |
| Manoir, gentilhommière                       | Manoir de Tromeur                                    | Sérent (Tromeur)                               | Inscrit MH (2000) · Notice no PA56000048                                                                      |                                                  | 47° 51′ 15″ N, 2° 30′ 13″ O |              |
| Manoir, gentilhommière                       | Manoir de la Trumelais                               | Guer (La Trémelais)                            | Notice no IA00009085                                                                                          |                                                  | 47° 51′ 17″ N, 2° 06′ 43″ O |              |
|                                              | Château de Truscat                                   | Sarzeau (Truscat)                              | Notice no IA00127660                                                                                          |                                                  | 47° 32′ 16″ N, 2° 46′ 08″ O |              |
| Manoir, gentilhommière                       | Manoir de Trussac                                    | Vannes (60, rue Albert-1er)                    | |                                                  | 47° 38′ 52″ N, 2° 45′ 52″ O |              |
| Forteresse, fort(ification)                  | Remparts de Vannes                                   | Vannes                                         | Classé MH (1912) · Inscrit MH (1925) · Notice no PA00091806                                                   | Moyen Âge, XVIe et XVIIe siècles                 | 47° 39′ 26″ N, 2° 45′ 22″ O |              |
| Manoir, gentilhommière                       | Manoir du Vau d'Arz                                  | Malansac (Le Vau-d'Arz)                        | Notice no IA00008719                                                                                          |                                                  | 47° 42′ 52″ N, 2° 19′ 53″ O |              |
| Manoir, gentilhommière                       | Manoir de Vau de Quip                                | Allaire (Vau de Quip)                          | Inscrit MH (1978, 1993) · Notice no PA00090975                                                                |                                                  | 47° 40′ 05″ N, 2° 10′ 54″ O |              |
| Manoir, gentilhommière                       | Manoir du Vaugace                                    | Saint-Marcel (Le Vaugace)                      | Notice no IA00010132                                                                                          |                                                  | 47° 48′ 43″ N, 2° 24′ 14″ O |              |
| Manoir, gentilhommière                       | Manoir du Vertin                                     | Sarzeau (Le Vertin)                            | Notice no IA00127661                                                                                          |                                                  | 47° 32′ 31″ N, 2° 47′ 29″ O |              |
| Manoir, gentilhommière                       | Manoir de Vieille-Roche                              | Arzal (Vieille-Roche)                          | |                                                  | 47° 30′ 13″ N, 2° 23′ 18″ O |              |
| Motte castrale ou féodale · Ruine ou disparu | Motte du Vieux-Moulin                                | Saint-Nolff (Kerboulard)                       | |                                                  |                             |              |
| Manoir, gentilhommière                       | Manoir de la Ville Aubert                            | Malansac (La Ville-Aubert)                     | |                                                  | 47° 40′ 54″ N, 2° 22′ 12″ O |              |
| Manoir, gentilhommière                       | Manoir de la Ville Blanche                           | Monteneuf (La Ville-Blanche)                   | Notice no IA00009168                                                                                          |                                                  | 47° 51′ 44″ N, 2° 12′ 18″ O |              |
| Manoir, gentilhommière                       | Manoir de la Ville-Caro                              | Les Fougerêts (La Ville-Caro)                  | |                                                  | 47° 44′ 49″ N, 2° 12′ 05″ O |              |
| Manoir, gentilhommière                       | Manoir de la Ville au Chêne                          | Malansac (La Ville-au-Chêne)                   | Notice no IA00008706                                                                                          |                                                  | 47° 40′ 56″ N, 2° 18′ 39″ O |              |
| Manoir, gentilhommière                       | Manoir de la Ville Daniel                            | Monteneuf (La Ville-Daniel)                    | Notice no IA00009166                                                                                          |                                                  | 47° 52′ 51″ N, 2° 09′ 00″ O |              |
| Manoir, gentilhommière                       | Manoir de la Ville Gros                              | Sérent (La Ville-Gros)                         | |                                                  | 47° 49′ 20″ N, 2° 30′ 55″ O |              |
| Manoir, gentilhommière                       | Manoir de la Ville-Guéhard                           | Lizio (La Ville-Guéhard)                       | Notice no IA00010127                                                                                          |                                                  | 47° 51′ 56″ N, 2° 29′ 33″ O |              |
|                                              | Château de la Ville Huë                              | Guer (La Ville-Huë)                            | |                                                  | 47° 56′ 05″ N, 2° 09′ 00″ O |              |
|                                              | Château de la Ville-Janvier                          | Cournon (La Ville-Janvier)                     | Notice no IA00009805                                                                                          |                                                  | 47° 45′ 05″ N, 2° 07′ 27″ O |              |
|                                              | Château de la Ville Julo                             | Malansac (La Ville-Julo)                       | |                                                  | 47° 40′ 35″ N, 2° 17′ 55″ O |              |
| Manoir, gentilhommière                       | Manoir de la Ville-Louet                             | La Gacilly (La Ville-Louet)                    | |                                                  |                             |              |
| Manoir, gentilhommière                       | Manoir de la Ville Morin                             | Monteneuf (La Ville-Morin)                     | Notice no IA00009167                                                                                          |                                                  | 47° 51′ 40″ N, 2° 12′ 51″ O |              |
| Manoir, gentilhommière · Ruine ou disparu    | Manoir de la Ville des Prés                          | Bohal (La Ville des Prés)                      | Notice no IA00010084                                                                                          |                                                  | 47° 47′ 26″ N, 2° 27′ 49″ O |              |
|                                              | Château de la Ville Quéno                            | Carentoir (La Ville Quéno, Quelneuc)           | Inscrit MH (2007) · Notice no PA56000063                                                                      |                                                  | 47° 50′ 10″ N, 2° 04′ 39″ O |              |
| Manoir, gentilhommière                       | Manoir de la Ville-Robert                            | Ruffiac (La Ville-Robert)                      | Notice no IA00010069                                                                                          |                                                  | 47° 48′ 26″ N, 2° 15′ 18″ O |              |
|                                              | Château de la Ville-Voisin                           | Augan (La Ville-Voisin)                        | Notice no IA00009042                                                                                          |                                                  | 47° 54′ 06″ N, 2° 16′ 16″ O |              |
|                                              | Château de la Villechauve                            | Les Fougerêts (Ville-Chauve)                   | Notice no IA00009731                                                                                          |                                                  | 47° 45′ 27″ N, 2° 13′ 16″ O |              |
|                                              | Château de Villeneuve                                | Pleucadeuc (Villeneuve)                        | Notice no IA56005491                                                                                          |                                                  | 47° 45′ 55″ N, 2° 26′ 21″ O |              |
| Manoir, gentilhommière                       | Manoir de la Villeneuve                              | Peillac (La Villeneuve)                        | |                                                  | 47° 42′ 54″ N, 2° 14′ 16″ O |              |
|                                              | Château de la Voltais                                | Monteneuf (La Voltais)                         | Notice no IA00009170                                                                                          |                                                  | 47° 53′ 38″ N, 2° 10′ 55″ O |              |